# Théorie moderne du portefeuille
La théorie moderne du portefeuille est une théorie financière développée en 1952 par Harry Markowitz. Elle expose comment des investisseurs rationnels utilisent la diversification afin d'optimiser leur portefeuille, et quel devrait être le prix d'un actif étant donné son risque par rapport au risque moyen du marché. Cette théorie fait appel aux concepts de frontière efficiente, coefficient bêta, droite de marché des capitaux et droite de marché des titres. Sa formalisation la plus accomplie est le modèle d'évaluation des actifs financiers ou MEDAF.
Dans ce modèle, le rendement d'un actif est une variable aléatoire et un portefeuille est une combinaison linéaire pondérée d'actifs. Par conséquent, le rendement d'un portefeuille est également une variable aléatoire et possède une espérance et une variance.

## Idée de départ
L'idée de Markowitz dans sa gestion de portefeuille est simplement de panacher celui-ci d'une façon telle qu'on n'y fait pas de choix incohérents, conduisant par exemple à panacher des actions A et des actions B pour obtenir un couple revenu/risque moins bon à coût égal que ce qu'auraient procuré par exemple des actions C.
Sur le plan technique, il s'agit d'un problème d'optimisation quadratique assez banal. Son originalité est essentiellement l'application de ce modèle d'ingénieur au monde de la finance.

## Critiques
Le mathématicien Benoît Mandelbrot à travers ses nombreux travaux sur le sujet (notamment son étude historique sur le cours du marché du coton sur plus d'un siècle) remet en question la validité de la théorie de Harry Markowitz et de son corollaire le MEDAF, développé par William F. Sharpe. Il considère que ces théories, issues de l’École de Chicago, si belles soient-elles en apparence et si simples dans leur application, sont totalement déconnectées de la réalité des marchés financiers. Elles ont été maintes fois remises en cause lors, notamment, des différents krachs boursiers qu'elles ont été incapables de prévoir. Elles ont conduit à des politiques de gestion des risques pouvant être qualifiées d'irresponsables de la part des institutions financières.[réf. nécessaire]
Le critère moyenne-variance introduit par Harry Markowitz ne fait aucune hypothèse de distribution. Toutefois, le problème fondamental provient du fait que les applications utilisant ce concept sont fondées sur la distribution normale, qui sous-estime très fortement les événements « improbables » comme les crises ou les krachs alors qu'ils sont finalement beaucoup moins rares que cette loi ne le prévoit. Autre problème de taille : les hypothèses néoclassiques sur lesquelles sont fondées ces théories sont très peu réalistes (la rationalité des investisseurs notamment, la continuité et l'indépendance des variations de cours…).
Selon Nassim Nicholas Taleb, philosophe du hasard et de l'incertitude et ancien trader, la théorie moderne du portefeuille de Harry Markowitz et ses applications comme le MEDAF de William F. Sharpe ou la formule de Black-Scholes-Merton sont mathématiquement cohérentes, très faciles à utiliser mais reposent sur des hypothèses qui simplifient à outrance la réalité au point de s'en éloigner complètement, un peu comme « le fou selon Locke », « qui raisonne correctement à partir de suppositions erronées ». Taleb considère l'utilisation de la loi normale en finance à travers la théorie du portefeuille comme une « grande escroquerie intellectuelle », qui continue à être enseignée chaque année à des centaines de milliers d'élèves dans les écoles de management et les universités du monde entier et à être utilisée par les praticiens de la finance. Selon Taleb, les prévisions fondées sur cette théorie n'ont aucune validité et peuvent souvent se révéler néfastes : les exemples sont légion (crise des subprimes, faillite de LTCM, Lehman Brothers, etc.). Taleb considère qu'il est préférable d'utiliser la loi de puissance ou la loi de Pareto pour appréhender le hasard ou les valeurs extrêmes atteintes par les variables financières lors des crises.

## Hypothèses d'information, risque et rendement
Le modèle fait la double hypothèse que 
- les marchés d'actifs financiers sont efficients. C'est l'hypothèse d'efficience du marché selon laquelle les prix et rendements des actifs sont censés refléter, de façon objective, toutes les informations disponibles concernant ces actifs.

- les investisseurs ont de l'aversion envers le risque (comme montré par Daniel Bernoulli) : ils ne seront prêts à prendre plus de risques qu'en échange d'un rendement plus élevé. À l'inverse, un investisseur qui souhaite améliorer la rentabilité de son portefeuille doit accepter de prendre plus de risques. L'équilibre risque/rendement jugé optimal dépend de la tolérance au risque de chaque investisseur.

### Espérance et variance
On suppose généralement que la préférence de l'investisseur pour un couple risque / rendement peut être décrite par une fonction d'utilité quadratique. De plus, les évolutions du marché sont supposées suivre une distribution symétrique de Pareto. Par conséquent, seuls le rendement attendu (l'espérance de gain) et la volatilité (l'écart type) sont les paramètres examinés par l'investisseur. Ce dernier ne tient pas compte des autres caractéristiques de la distribution des gains, comme son asymétrie ou même le niveau de fortune investi.
Selon le modèle :
- le rendement d'un portefeuille est une combinaison linéaire de celui des actifs qui le composent, pondérés par leur poids {\displaystyle w_{i}} dans le portefeuille. ;
- la volatilité du portefeuille est une fonction de la corrélation entre les actifs qui le composent. Cette fonction n'est pas linéaire.

Mathématiquement :
En général, pour un portefeuille comportant n actifs :
- Rendement attendu (espérance) :

{\displaystyle \operatorname {E} (R_{p})=\sum _{i}w_{i}\operatorname {E} (R_{i})\quad }
- Variance du portefeuille :

La variance du portefeuille est la somme des produits des poids {\displaystyle w_{i}} de chaque couple d'actifs par leur covariance {\displaystyle \sigma _{ij}\,} - cette somme inclut les poids au carré et les variances {\displaystyle \sigma _{ii}\,}  (ou {\displaystyle \sigma _{i}^{2}}) pour chaque actif i. La covariance est souvent exprimée en termes de corrélation {\displaystyle \rho _{ij}\,} des rendements entre deux actifs où {\displaystyle \sigma _{ij}=\sigma _{i}\sigma _{j}\rho _{ij}\,}
{\displaystyle \sigma _{p}^{2}=\sum _{i=1}^{n}\sum _{j=1}^{n}w_{i}w_{j}\sigma _{ij}=\sum _{i=1}^{n}\sum _{j=1}^{n}w_{i}w_{j}\sigma _{i}\sigma _{j}\rho _{ij}}
- Volatilité du portefeuille :

{\displaystyle \sigma _{p}={\sqrt {\sigma _{p}^{2}}}}

Cas particuliers :
Pour un portefeuille composé de deux actifs :
Espérance :	{\displaystyle \operatorname {E} (R_{p})=w_{A}\operatorname {E} (R_{A})+(1-w_{A})\operatorname {E} (R_{B})=w_{A}\operatorname {E} (R_{A})+w_{B}\operatorname {E} (R_{B})}
Variance :	{\displaystyle \sigma _{p}^{2}=w_{A}^{2}\sigma _{A}^{2}+w_{B}^{2}\sigma _{B}^{2}+2w_{A}w_{B}\sigma _{AB}}
Lorsque le portefeuille est composé de trois actifs, la variance devient :
{\displaystyle w_{A}^{2}\sigma _{A}^{2}+w_{B}^{2}\sigma _{B}^{2}+w_{C}^{2}\sigma _{C}^{2}+2w_{A}w_{B}\sigma _{AB}+2w_{A}w_{C}\sigma _{AC}+2w_{B}w_{C}\sigma _{BC}}

(Comme on le voit, plus le nombre n d'actifs grandit, plus la puissance de calcul nécessaire est importante : le nombre de termes de covariance est égal à n * (n-1) / 2. Pour cette raison, on utilise généralement des logiciels spécialisés. On peut néanmoins développer un modèle en utilisant des matrices ou dans une feuille de calcul d'un tableur.)

### Diversification
Un investisseur peut réduire le risque de son portefeuille simplement en détenant des actifs qui ne soient pas ou peu positivement corrélés, donc en diversifiant ses placements. Cela permet d'obtenir la même espérance de rendement en diminuant la volatilité du portefeuille.
Mathématiquement :
D'après les formules développées ci-avant, on comprend que lorsque le coefficient de corrélation entre deux actifs est négatif, la variance est plus petite que la simple somme pondérée des variances individuelles.

### La frontière efficiente
Chaque couple possible d'actifs peut être représenté dans un graphique risque/rendement. Pour chaque rendement, il existe un portefeuille qui réduit le risque à son minimum. À l'inverse, pour chaque niveau de risque, on peut trouver un portefeuille maximisant le rendement attendu. L'ensemble de ces portefeuilles est appelé frontière efficiente ou frontière de Markowitz.
Cette frontière est croissante par construction.
La région au-dessus de la frontière ne peut être atteinte en détenant seulement des actifs risqués. Un tel portefeuille est impossible à construire. Les points sous la frontière sont dits sous-optimaux, et n'intéresseront pas un investisseur rationnel.

## Actif sans risque
L'actif sans risque est un actif théorique qui rapporte le taux d'intérêt sans risque. Il est en général associé aux emprunts d'État à court terme. Cet actif possède une variance nulle, son rendement est donc connu à l'avance. Il n'est pas corrélé avec les autres actifs. Par conséquent, associé à un autre actif, il modifie linéairement l'espérance de rendement et la variance.
Le portefeuille devient donc :
Espérance :	 {\displaystyle \operatorname {E} (R_{p})=(1-w_{A})\operatorname {E} (R_{f})+w_{A}\operatorname {E} (R_{A})={E}(R_{f})+w_{A}\operatorname {[} {E}(R_{A})-{E}(R_{f})]}
Soit encore :   {\displaystyle \operatorname {E} (R_{p})=R_{f}+w_{A}\operatorname {[} {E}(R_{A})-R_{f}]}
En conséquence, l'espérance de rentabilité est constituée de l'actif sans risque augmenté d'une prime de risque. En pratique, il convient de l'incorporer aux matrices S* et K* pour résoudre le lagrangien et ainsi déterminer le vecteur W*. C'est tout l'objet du développement de J. Tobin inscrit dans le prolongement des travaux de H. Markowitz.

### Portefeuille de marché
On comprend, d'après ce qui précède, que l'investisseur averti cherchera la plus grande diversification possible jusqu'à atteindre cette limite appelée frontière efficiente. En l'absence d'actif sans risque, elle se présente sous la forme d'une partie d'hyperbole (resp. de parabole) quand on se place dans un repère (écart-type, espérance de rendement) (resp. (variance, espérance de rendement)).
L'introduction d'un actif financier sans risque modifie la frontière efficiente : elle devient alors la droite dont l'ordonnée à l'origine est le taux sans risque et qui est tangente à la frontière efficiente déterminée précédemment par l'ensemble des actifs à risque. Le point de tangence constitue le portefeuille du marché : c'est le seul portefeuille efficient constitué exclusivement d'actifs risqués. Tous les autres portefeuilles efficients sont des combinaisons linéaires de l'actif sans risque et du portefeuille de marché.

### Droite de marché des capitaux (capital market line)
Le choix du portefeuille par individu, par investisseur se fait sur la droite (RfM). Cette droite est la droite du marché des capitaux ou CML (capital market line).
Elle représente la rentabilité attendue en ordonné et le risque en abscisse de l'ensemble des titres présents sur le marché. Si un titre se situe au-dessus de cette droite, il est sous-évalué. En effet, cela signifie qu'il rapporte plus que ce qui est attendu à un risque donné, donc investir.
L'intersection avec la droite des ordonnées représente le taux de rentabilité attendu sur les marchés pour un risque nul.

## Évaluation des actifs

### Modèle d'évaluation des actifs financiers (CAPM)
On suppose que les marchés financiers sont parfaits au sens des hypothèses de la concurrence. Il n'y a pas d'impôt, pas de barrières à l'entrée et une absence de coût de transaction. L'information est disponible gratuitement pour tous les agents. Les agents sont des preneurs de prix et ils ont tous intérêt à combiner deux actifs.
Selon ce modèle, le rendement exigé sur un actif est fonction de son risque systématique. Plus précisément, on a:
{\displaystyle E(R_{actif})=R_{F}+\beta _{actif}\cdot [E(R_{M})-R_{F}]}
Une fois ce rendement obtenu, on obtient la valeur de l'actif en actualisant ses flux avec comme taux le rendement exigé.

### Droite de marché des titres (security market line)
{\displaystyle E(R_{p})=r+[E(R_{M})-r]\cdot b_{p}=r+q\cdot b_{p}}

(pour un seul titre i : {\displaystyle E(R_{i})=r+[E(R_{M})-r]\cdot b=r+q\cdot b} )

{\displaystyle b_{p}=Cov(R_{p},R_{M})/s2(R_{M})}

{\displaystyle =r(R_{p},R_{M})s(R_{p})s(R_{M})/s2(R_{M})}

q : Prime par unité de risque

r : Actif non risqué

{\displaystyle E(R_{p})=r_{f}+[E(R_{M})-r_{f}]\cdot b_{p}=r_{f}+q\cdot b_{p}}